# Nico Ponce
Henry Nicolás Ponce Noriega (Lima, 29 de junio de 1986), conocido simplemente como  Nico Ponce, es un actor, modelo y cantautor peruano, reconocido principalmente por haber protagonizado la serie web Contigo capitán con su personaje del futbolista Paolo Guerrero.[cita requerida]

## Biografía

### Primeros años
Henry Nicolás Ponce Noriega nace en la ciudad de Lima, criado en el seno de una familia de clase media alta. Estudió en el Colegio Isabel Flores de Oliva. Debuta en la televisión desde los -8 años.[cita requerida]
En su adolescencia, Ponce pasa casting para formar parte de la secuencia Generación R del programa televisivo R con erre de Panamericana Televisión, donde finalmente se convierte en uno de los ganadores de este concurso. Debido a ello, forma el grupo musical con el nombre de la secuencia y recorren varias ciudades del Perú a través de las giras musicales. 

### Carrera televisiva y actoral
En 2006, es parte de la conducción del programa televisivo Ocurrió aqui, compartiendo el rol al lado de  Adriana Quevedo. Además participa realizando un cameo en la serie Asi es la vida en 2004.
En 2008, se suma a la telenovela Graffiti como Darío Maldonado y realizó talleres de actuación en la Academia Diez Talentos de la mano de Bruno Odar.
Fue incluido en el reparto secundario de la serie Al fondo hay sitio, donde interpreta a Fabricio Becerra en el año 2009.
Tiempo después, viaja a Colombia para participar en la serie Una fan enamorada de la cadena RCN Televisión, siendo el protagonista de la historia, al interpretar a Josh. En este proyecto, comparte roles con conocidas figuras como Lorna Paz, Hermes King, Jimmy Vásquez y Mónica Fonseca; además de lanzar su primera canción «Un sueño».
Después de terminar las grabaciones de Una fan enamorada, regresa al Perú para ser partícipe de la película Quiero saber junto a Fernando de Soria, Jean Paul Strauss, Marisa Minetti y Sofía Bogani. 
En 2010, Nico viaja tanto a Argentina como a Colombia para participar en otros proyectos televisivos; además de ser imagen publicitaria de conocidas marcas. 
En 2011, se suma al programa televisivo Very verano de América Televisión como uno de los modelos. En ese mismo año, es convocado por Michelle Alexander para el rol protagónico de la miniserie Gamarra, al interpretar a Héctor Gamarra.
Además, participa en la serie La Akdemia como el antagonista Ignacio de Osma.
En 2012, vuelve a trabajar con Alexander para la serie Mi amor, el wachimán como Tristán Calvo, el amigo de Salvador Gutiérrez Huanca, personaje interpretado por el cantante y actor Christian Domínguez. Gracias al éxito del proyecto, volvió a retomar el rol en el musical de la telenovela, incluyendo en la segunda y tercera temporada en los años 2013 y 2014. 
Fruto de la fama de su personaje en la trama mencionada, en 2012 ingresa como reemplazo del torero Alfonso de Lima en El gran show y en 2013, como el nuevo integrante del reality show Esto es guerra en el rol de integrante del equipo de Las Cobras. Antagonizó la telenovela Valiente amor como Juan Pablo León en el año 2016.
En 2018, se suma al elenco de la telenovela Ojitos hechiceros como Edgar Gavilán; además de participar con el mismo rol en el musical y en la secuela de 2019, incluyendo el ser transmitida por algunos países de América Latina, especialmente en Ecuador. 
En 2019, ingresa como participante del reality de talentos El artista del año, donde es eliminado del concurso. Meses después, regresa con el mismo rol junto a Micheille Soifer en la edición El dúo perfecto.
Años más tarde, Ponce asume un papel protagónico interpretando al futbolista Paolo Guerrero en la serie web Contigo capitán en el año 2022. Al año siguiente, Ponce antagoniza la telenovela Papá en apuros, interpretando a Matías Quiroz, el rival del protagonista Martín Seminario.

### Carrera musical
En 2010, lanza su primer álbum «Identidad», donde comprende el tema homónimo y «Cómo quisiera»; además de su colaboración con el grupo «A Tiempo» para el tema «Me estoy enamorando». 
En 2011, volvió a trabajar con A Tiempo para el tema musical «Ay mami», incluyendo el videoclip contando con la presencia de la modelo Giselle Patrón.
En 2018, colabora con algunos temas musicales de la telenovela Ojitos hechiceros, bajo la producción de Juan Carlos Fernández, entre ellas: «Princesa», junto a Melissa Paredes.
Tiempo después, en 2019 lanza su nuevo sencillo «Ella baila sola». 

### Otras participaciones
En el año 2024, fue copresentador del evento de boxeo Celebrity Combat, donde ganaría notoriedad por su rivalidad con el presentador y personalidad de televisión Jenko del Río.

## Filmografía

### Televisión

#### Programas
| Año  | Título                              | Rol                      | Notas                                                             | Difusión                | Ref.   |
| ---- | ----------------------------------- | ------------------------ | ----------------------------------------------------------------- | ----------------------- | ------ |
| 2002 | R con erre                          | Él mismo                 | Participante (Ganador) (Segmento: Generación R)                   | Panamericana Televisión |        |
| 2006 | Ocurrió aquí                        | Él mismo                 | Presentador                                                       | Panamericana Televisión |        |
| 2011 | Very verano                         | Él mismo                 | Modelo                                                            | América Televisión      |        |
| 2011 | El gran show                        | Él mismo                 | Invitado especial (Secuencia: El desafío)                         | América Televisión      |        |
| 2012 | El gran show                        | Él mismo                 | Concursante (7.º puesto, séptimo eliminado)                       | América Televisión      |        |
| 2012 | Teletón 2012: Todos somos Teletón   | Él mismo                 | Presentador invitado                                              | Edición especial        |        |
| 2013 | Esto es guerra                      | Él mismo                 | Invitado (Equipo de «Las Cobras»)                                 | América Televisión      | [ 6 ]  |
| 2013 | Teletón 2013: Súmate a la Teletón   | Él mismo                 | Invitado especial                                                 | Edición especial        |        |
| 2014 | Gisela, el gran show                | Tristán Calvo (Él mismo) | Invitado especial (Con Camila Zavala)                             | América Televisión      |        |
| 2014 | Combate, la lucha por el trono      | Él mismo                 | Invitado                                                          | ATV                     |        |
| 2014 | Combate en tu barrio                | Él mismo                 | Invitado                                                          | ATV                     |        |
| 2014 | Al aire                             | Él mismo                 | Invitado especial                                                 | América Televisión      |        |
| 2014 | Teletón 2014: ¿Nos unimos otra vez? | Él mismo                 | Invitado especial                                                 | Edición especial        |        |
| 2017 | Campeonato mundial de baile         | Él mismo                 | Invitado especial (Secuencia: Éste es mi show)                    | América Televisión      |        |
| 2018 | El dúo perfecto                     | Él mismo                 | Concursante (4.º puesto, cuarto eliminado) (Con Micheille Soifer) | América Televisión      | [ 8 ]  |
| 2018 | Lima vaga                           | Él mismo                 | Invitado especial                                                 |                         |        |
| 2019 | El artista del año                  | Él mismo                 | Concursante (9° puesto, tercer eliminado)                         | América Televisión      |        |
| 2019 | En boca de todos                    | Él mismo                 | Invitado especial                                                 | América Televisión      |        |
| 2021 | La banda del Chino                  | Él mismo                 | Invitado especial                                                 | América Televisión      |        |
| 2023 | El gran chef famosos                | Él mismo                 | Participante (4.º eliminado/ 10.º eliminado)                      | Latina Televisión       | [ 17 ] |

#### Series y telenovelas
| Año        | Título                                        | Personaje                                                     | Notas                        | Difusión              | Ref.                 |
| ---------- | --------------------------------------------- | ------------------------------------------------------------- | ---------------------------- | --------------------- | -------------------- |
| 2004       | Así es la vida                                | Armando                                                       | Rol recurrente               | América Televisión    | [ 2 ]                |
| 2007–2012  | América kids                                  | Ignacio de Osma                                               | Rol antagónico principal     | América Televisión    | [ 2 ]                |
| 2008–2009  | Graffiti                                      | Darío Maldonado                                               | Rol principal                | Frecuencia Latina     | [ 2 ]                |
| 2009       | Al fondo hay sitio                            | Fabricio Becerra                                              | Roles secundarios            | América Televisión    | [ 3 ]                |
| 2009       | Al fondo hay sitio                            | Gemelo de Fabricio Becerra                                    | Roles secundarios            | América Televisión    | [ 3 ]                |
| 2009       | Una fan enamorada                             | Josh                                                          | Rol protagónico              | RCN Televisión        |                      |
| 2011–2012  | Gamarra                                       | Héctor Gamarra Fernández                                      | Rol protagónico              | América Televisión    |                      |
| 2011–2012  | Yo no me llamo Natacha 2                      | Pío Zambrano                                                  | Rol principal                | América Televisión    |                      |
| 2011–2012  | La Akdemia                                    | Ignacio de Osma                                               | Rol antagónico principal     | América Televisión    |                      |
| 2012       | Mi amor, el wachimán                          | Tristán Calvo Vergaray / «Carlos Andrés de La Valle Orbegoso» | Rol coprotagónico            | América Televisión    |                      |
| 2013       | Mi amor, el wachimán 2                        | Tristán Calvo Vergaray / «Juan Diego García-Miró Pellegrini»  | Rol coprotagónico            | América Televisión    | [ 5 ]                |
| 2013–2014  | Cholo powers                                  | Jaime                                                         | Rol protagónico              | América Televisión    |                      |
| 2014       | Mi amor, el wachimán 3                        | Tristán Calvo Vergaray                                        | Rol coprotagónico            | América Televisión    |                      |
| 2016       | De millonario a mendigo                       | Martín                                                        | Rol antagónico principal     | Latina Televisión     | [ 18 ] [ 19 ] [ 20 ] |
| 2016       | Valiente amor                                 | Juan Pablo León Gálvez / «El Lobo»                            | Rol antagónico principal     | América Televisión    | [ 7 ] [ 21 ]         |
| 2017       | Solo una madre                                | Jesús Morán Patiño                                            | Rol antagónico principal     | América Televisión    | [ 2 ]                |
| 2018       | Ojitos hechiceros: Cantando con el corazón    | Edgar Gavilán Morales / «Gary»                                | Rol principal                | América Televisión    | [ 2 ] [ 22 ]         |
| 2018–2019  | Ojitos hechiceros 2: Un amor a prueba de todo | Edgar Gavilán Morales / «Gary»                                | Rol principal                | América Televisión    |                      |
| 2022       | Contigo capitán                               | José Paolo Guerrero Gonzáles                                  | Rol protagónico              | Streaming por Netflix | [ 23 ] [ 24 ]        |
| 2023       | Papá en apuros                                | Matías «El Toyo» Quiroz Pacheco                               | Rol de antagonista reformado | Latina Televisión     | [ 25 ]               |
| desde 2024 | Pobre novio                                   | Santiago García Flores                                        | Rol protagónico              | Latina Televisión     |                      |

### Cine
| Año  | Título             | Personaje | Notas          | Ref.   |
| ---- | ------------------ | --------- | -------------- | ------ |
| 2012 | Quiero saber       |           | Rol principal  |        |
| 2013 | Cementerio general | Gabriel   | Rol secundario | [ 26 ] |
| 2013 | Los Concha         |           | Rol principal  | [ 24 ] |
| 2016 | Lusers             | «Gato»    | Rol secundario |        |

### Vídeos musicales
| Año  | Título              | Personaje                      | Notas                                             | Ref. |
| ---- | ------------------- | ------------------------------ | ------------------------------------------------- | ---- |
| 2011 | Ay, mami            | Él mismo                       | De Nico Ponce                                     |      |
| 2011 | Es con amor         | Ignacio de Osma                | Del elenco principal de La Akdemia                |      |
| 2011 | Si no estás         | Ignacio de Osma                | Del elenco principal de La Akdemia                |      |
| 2011 | Más allá            | Ignacio de Osma                | Del elenco principal de La Akdemia                |      |
| 2011 | Tienes que confiar  | Ignacio de Osma                | Del elenco principal de La Akdemia                |      |
| 2011 | La foto se me borro | Ignacio de Osma                | Del elenco principal de La Akdemia                |      |
| 2017 | Voces de esperanza  | Él mismo                       | De Nico Ponce y Eva Ayllón                        |      |
| 2019 | Princesa            | Edgar Gavilán Morales / «Gary» | De Nico Ponce y Melissa Paredes                   |      |
| 2019 | El amor             | Edgar Gavilán Morales / «Gary» | De Ximena Palomino, Nico Ponce y Martín Velásquez |      |

## Teatro
| Año  | Título                             | Personaje                      | Notas         | Ref.   |
| ---- | ---------------------------------- | ------------------------------ | ------------- | ------ |
| 2011 | Carmín, el musical                 |                                | Rol principal |        |
| 2012 | Mi amor, el wachimán: El musical   | Tristán Calvo Vergaray         | Rol principal |        |
| 2013 | Mi amor, el wachimán 2: El musical | Tristán Calvo Vergaray         | Rol principal |        |
| 2014 | Mi amor, el wachimán 3: El musical | Tristán Calvo Vergaray         | Rol principal |        |
| 2017 | Voces en el silencio               |                                | Rol principal | [ 27 ] |
| 2018 | Ojitos hechiceros: El musical      | Edgar Gavilán Morales / «Gary» | Rol principal |        |
| 2018 | La era del rock                    | Stacce Jaxx                    | Rol principal | [ 28 ] |
| 2019 | Ojitos hechiceros 2: El musical    | Edgar Gavilán Morales / «Gary» | Rol principal |        |

## Discografía

### Agrupaciones musicales
- Generación R (2002) (Vocalista)

### Álbumes
- Identidad (2010)
- Muriendo de amor (2017)
- Ella baila sola (2019)

### Temas musicales
- «Un sueño» (2009)
- «Identidad» (2010) (También compositor)
- «Te pagaré con amor» (2010) (También compositor)
- «Cómo quisiera» (2010) (También compositor)
- «Me estoy enamorando» (2010) (Con el grupo musical A Tiempo) (También compositor)
- «Por siempre» (2010) (También compositor)
- «Venga usted» (2010) (Con Donny Caballero y Flavia Laos) (También compositor)
- «Nada sin ti» (2010) (También compositor)
- «Dame una razón» (2010) (También compositor)
- «Voces de esperanza» (2010) (También compositor)
- «La vida sin ti» (2010) (También compositor)
- «Come on acercate» (2010) (También compositor)
- «Nada más» (2010) (También compositor)
- «No te recuerdo» (2010) (También compositor)
- «Wachi-Manes» (2010) (También compositor)
- «Es con amor» (2011) (Tema para La Akdemia; con el elenco principal de la serie)
- «Si no estás» (2011) (Tema para La Akdemia; con el elenco principal de la serie)
- «Ay, mami» (2011)
- «Más allá» (2012) (Tema para La Akdemia; con el elenco principal de la serie)
- «Tienes que confiar» (2012) (Tema para La Akdemia; con el elenco principal de la serie)
- «La foto se me borro» (2013) (Tema para La Akdemia; con el elenco principal de la serie)
- «Cómo quisiera» (2012) (Tema para Mi amor, el wachimán)
- «Te pagaré con amor» (2013) (Tema para Mi amor, el wachimán 2)
- «Nada sin ti» (2014) (Tema para Mi amor, el wachiman 3)
- «No es cierto (Nueva versión)» (2014) (Con María Grazia Gamarra y Juan Carlos Rey de Castro)
- «Muriendo de amor» (2017)
- «Voces de esperanza» (2017) (Con Eva Ayllón y otros artistas)[29]
- «Tú eres»
- «Perú al mundial»
- «Princesa» (2018)
- «Grito de gol» (2018) (Con Álvaro Rod)
- «Te regalo una estrella» (2018) (Tema para Ojitos hechiceros; con Melissa Paredes)
- «El amor» (2019) (Tema para Ojitos hechiceros 2; con Ximena Palomino y Pablo Heredia)
- «Te encontré» (2019) (Tema para Ojitos hechiceros 2; con Ximena Palomino y Martín Velásquez)
- «Pedazo de luna» (2019) (Tema para Ojitos hechiceros 2; con Martín Velázquez)
- «Princesa» (2019) (Tema para Ojitos hechiceros 2; con Melissa Paredes)
- «Princesa (Nueva versión)» (2019) (Tema para Ojitos hechiceros 2; con Ximena Palomino)
- «Ella baila sola» (2019) (Con Once & Dre y Nesty)
- «Ya fue» (2019) (Con Once & Dre y Blvzt)
- «Así» (2019) (Con Mannu y Dj Towa)
- «Muriendo de amor» (2019) (Con Flavia Laos)
- «Muriendo de amor (Versión salsa)» (2019) (Con Flavia Laos, Mirella Paz y Nesty)
- «La talla» (2019) (Con Melissa Paredes, Gina Yangali, Cielo Torres, Ximena Palomino y Martín Velásquez)

### Bandas sonoras
- La Akdemia (2011; 2012)
- Mi amor, el wachimán (2012)
- Mi amor, el wachimán 2 (2013)
- Mi amor, el wachimán 3 (2014)
- Ojitos hechiceros (2018)
- Ojitos hechiceros 2 (2019)

## Literatura

### Álbumes
- Mi amor, el wachimán (2012) como Tristán Calvo Vergaray (Imagen).
- Mi amor, el wachimán 2 (2013) como Tristán Calvo Vergaray (Imagen).
- Mi amor, el wachimán 3 (2014) como Tristán Calvo Vergaray (Imagen).

## Premios y nominaciones
| Año  | Premio                       | Categoría         | Trabajo                                    | Resultado | Ref. |
| ---- | ---------------------------- | ----------------- | ------------------------------------------ | --------- | ---- |
| 2018 | Premios Luces de El Comercio | Mejor actor de TV | Ojitos hechiceros: Cantando con el corazón | Nominado  |      |